# Никара
Никара или ранее Никарой (чечен. Никара) — воссоздаваемое село в Итум-Калинском районе Чеченской Республики России. Рядом находился ранее покинутый аул на территории Галанчожского района. Сохранились развалины аула и Никаройский башенный комплекс.

## География
Расположено между двумя рукавами реки Никарой, на северо-западе от села Итум-Кали. Ближайшие населённые пункты: на юго-западе — Геши, на северо-востоке — Хилой.

## История
Развалины древнего аула чеченского общества Терлой.
Аул Никарой был ликвидирован в 1944 году во время депортации чеченцев. После восстановления Чечено-Ингушской АССР чеченцам было запрещено возвращаться в свои исконные районы: Галанчожский, Шатойский и Итум-Калинский.
В конце 2022 года в Итумкалинском районе Чеченской Республики было принято решение образовать новые (воссоздать) сёла, в том числе Никара — рядом с прежним селением Никарой.